# Fissidens scleromitrius
Fissidens scleromitrius är en bladmossart som beskrevs av Brotherus 1901. Fissidens scleromitrius ingår i släktet fickmossor, och familjen Fissidentaceae. Inga underarter finns listade i Catalogue of Life.